# جزایر بادپناه

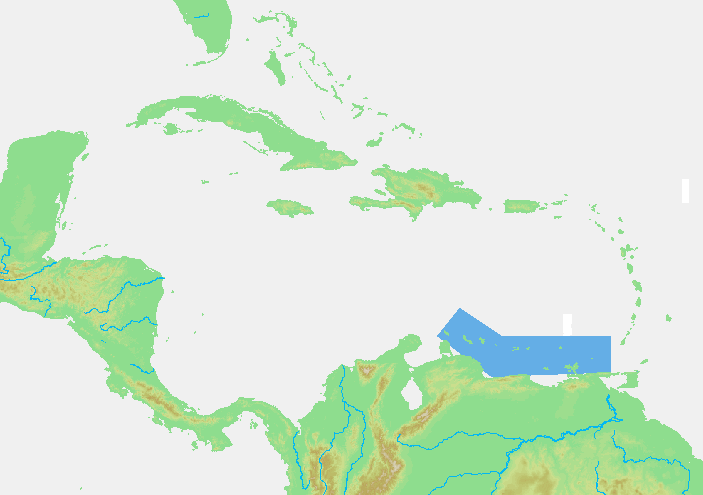
جزایر بادپناه در دریای کارائیب.

جزایر بادپناه اصطلاحاً به گروهی از جزیره‌ها در دریای کارائیب در آمریکای مرکزی گفته می‌شود که جزئی از جزایر آنتیل کوچک به‌شمار می‌آیند.
جزایر هلندی آروبا، بونیر و کوراسائو هم از جزیره‌های بادپناه هستند.
گذاشتن نام بادپناه بر روی این جزایر به‌این خاطر است که این گروه از جزیره‌ها نسبت به باد غالب منطقه که از شمال شرقی می‌وزد در پشت جزایر بادگیر قرار گرفته‌اند.

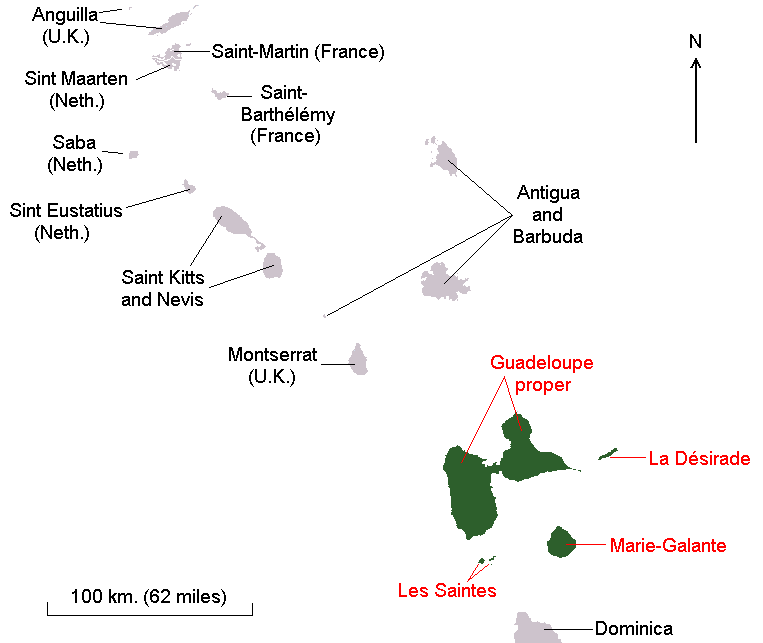
جزایر بادپناه در دریای کارائیب.

- جزیره گوادلوپ
- سنت مارتین
- آنگویلا
- آنتیل هلند
- سنت بارثلمی
- مونتسرات
- جزایر ویرجین ایالات متحده
- سنت کیتس و نویس
- جزایر ویرجین انگلستان
- دومینیکا
- آنتیگوآ و باربودا